# Jan Dietz

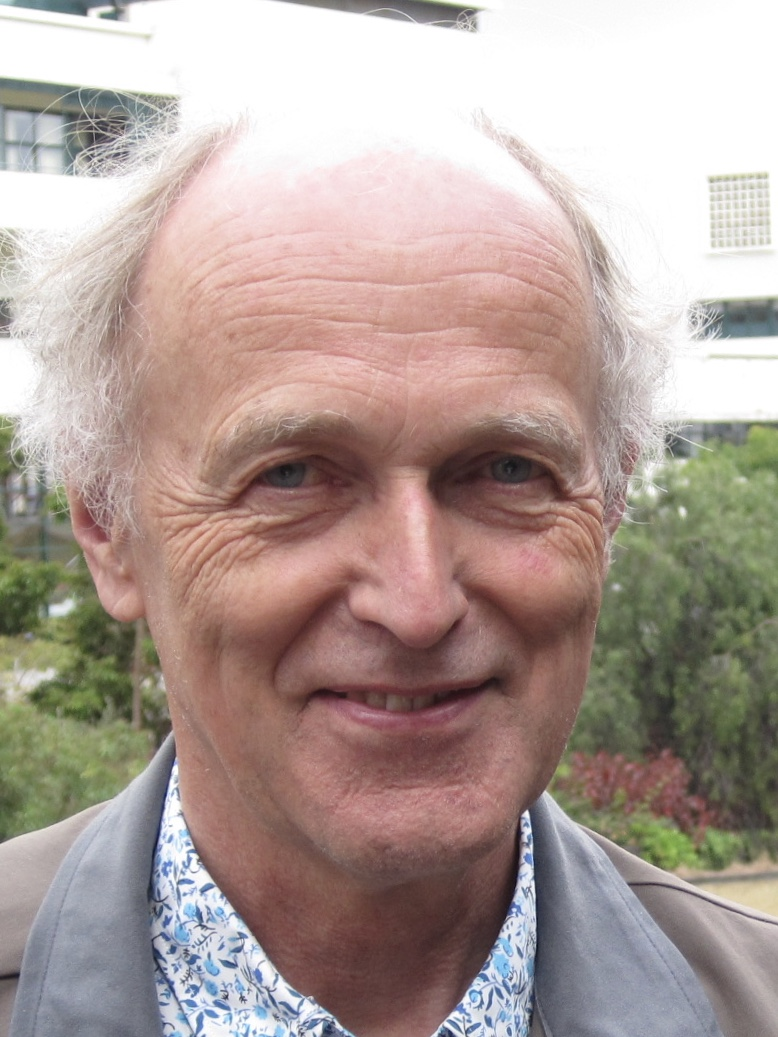
Jan Dietz, 2019

Jean Leonardus Gerardus (Jan) Dietz (Brunssum, 20 juni 1945) is een Nederlandse informatiekundige en emeritus hoogleraar Ontwerpen van Informatiesystemen aan de TU Delft.

## Levensloop
Vanaf 1963 studeerde Dietz Elektrotechniek aan de Technische Universiteit Eindhoven. In 1970 studeerde hij hier af op meet- en regeltechniek. Later, in 1987, promoveerde hij in Eindhoven bij prof Theo Bemelmans en prof Kees van Hee op het proefschrift Modelleren en specificeren van informatiesystemen.
Van 1970 tot 1973 werkte Jan Dietz bij Philips eerst als systeemanalist en ontwerper en later als projectleider bij de machinefabrieken van Philips. In 1973 begint hij aan de Technische Universiteit Eindhoven als onderzoeker op het gebied van de administratieve gegevensverwerking en als adjunct-directeur van het Rekencentrum van de universiteit. Vanaf 1981 werkt hij bij de vakgroep bestuurlijke Informatiesystemen bij de faculteit Technische Bedrijfskunde. Na zijn promotie in 1987 wordt hij hoogleraar Bestuurlijke Informatiekunde (Management Information Systems) aan de Universiteit van Maastricht. Van 1994 tot 2009 was hij hoogleraar Ontwerpen van Informatiesystemen aan de TU Delft. Per 2009 heeft hij een aanstelling als gasthoogleraar Enterprise Engineering aan de Technische Universiteit van Lissabon, en vanaf 2015 ook aan de Tsjechische Technische Universiteit in Praag.
Dietz is oprichter van het Ciao! Netwerk voor de ontwikkeling van het vakgebied Enterprise Engineering, en is voorts lid en of voorzitter van vele, nationale en internationale commissies, adviesraden, werkgroepen en besturen op het gebied van business/organisatie en ICT.

## Werk
De onderzoeksinteresse van Jan Dietz ligt op het gebied van modelvorming, het ontwerp en herontwerp van organisaties en de ontwikkeling van geavanceerde ICT-applicaties om deze te ondersteunen. Zijn interesse ligt verder in de zogenaamde "Enterprise Engineering", in het bijzonder in Enterprise Ontology en Enterprise-architectuur
Jan Dietz is de ontwerper van DEMO ("Design and Engineering Methodology for Organisations"). Dit is een nieuwe methode waarmee bedrijfsprocessen zijn te beschrijven, waarbij het handelen van mensen centraal staat. Hij is ook de ontwerper van het xAF (Extensible Architecture Framework).

## Publicaties
Dietz schreef enkele boeken en meer dan 250 artikelen.
- 1987. Modelleren en specificeren van informatiesystemen. Proefschrift TU Eindhoven.
- 1992. Leerboek Informatiekundige Analyse. Kluwer Bedrijfswetenschappen, Deventer. ISBN 90-267-1788-1
- 1996. Wat doen computers als ze iets zeggen?. Inaugurele rede Technische Universiteit Delft, Faculteit der Technische Wiskunde en Informatica.
- 1996. Introductie tot DEMO : van informatietechnologie naar organisatietechnologie. Samsom BedrijfsInformatie. ISBN 90-14-05327-4
- 2006. Enterprise Ontology - Theory and Methodology. Springer-Verlag Berlin Heidelberg. ISBN 90-14-05327-4
- 2008. Architecture - Building strategy into design. Academic Service. ISBN 978-90-12-58086-1
- 2020. Enterprise Ontology - a human-centric approach to understanding the essence of organisation. Springer. ISBN 978-3-030-38853-9